# Université de médecine de Taipei
 (juin 2017).
Si vous disposez d'ouvrages ou d'articles de référence ou si vous connaissez des sites web de qualité traitant du thème abordé ici, merci de compléter l'article en donnant les références utiles à sa vérifiabilité et en les liant à la section « Notes et références ».
L'université de médecine de Taipei (en chinois traditionnel : 臺北醫學大學) est une université privée taïwanaise située à Taipei, renommée pour ses études en médecine.
Fondée en 1960 en tant que Faculté de médecine de Taipei, l'école de haut enseignement avait pour but de former des personnels médicaux et paramédicaux. En 2000, elle a été transformée en université.
Selon le palmarès 2023 du classement mondial des universités QS, l'université de médecine Taipei se trouve au 384e rang.

## Anciens diplômés célèbres
- Chen Shih-chung, ministre de la Santé et du Bien-être[2].